# Котов, Василий Тимофеевич
Василий Тимофеевич Котов — советский хозяйственный, государственный и политический деятель, доктор ветеринарных наук, профессор, член-корреспондент ВАСХНИЛ.

## Биография
Родился 20 марта 1899 года в селе Березово. Член КПСС.
С 1917 года — на хозяйственной, общественной и политической работе. В 1917—1987 гг. — ветфельдшер ветлечебницы, губернской опытной станции, старший военветфельдшер при Воронежском губвоенкомате, председатель сельсовета, ветврач района в Тамбовской области, ветврач-эпизоотолог Областного земельного управления Воронежской области, научный сотрудник Ветеринарно-бактериологического института, заведующий кафедрой эпизоотологии Воронежского зооветеринарного института, в РККА, преподаватель кафедры эпизоотологии Военно-ветеринарной академии, заведующий кафедрой эпизоотологии и микробиологии, директор Воронежского зооветеринарного института, заведующий кафедрой, профессор-консультант кафедры микробиологии и эпизоотологии Воронежского сельскохозяйственного института, профессор-консультант Белгородского опорного пункта, профессор-консультант ВНИИ незаразных болезней животных.
Умер в Воронеже в 1987 году.

## Сфера научных интересов
Научные исследования посвящены изучению опасных инфекционных болезней с.-х. животных, разработке эффективных средств и методов борьбы с ними. Особое внимание уделял изучению болезней свиней и их профилактике в хозяйствах Центральной Чернозёмной зоны России. Разработанные им методы противоэпизоотических мероприятий позволили ветеринарной службе Воронежской и некоторых прилегающих областей этой зоны добиться полного благополучия животноводства по чуме и роже свиней, туберкулезу крупного рогатого скота, бруцеллезу, инфекционной анемии лошадей. В последние годы жизни научная деятельность была направлена на разработку профилактических и оздоровительных мероприятий в крупных животноводческих хозяйствах промышленного типа.
Избирался депутатом Верховного Совета СССР 5-го созыва.

## Семья
Жена — Котова (Протопопова) Ольга Матвеевна (1900—1988), кандидат ветеринарных наук 1958 г.
Дочь — Краснощекова (Котова) Валерия Васильевна (24.10.1927-25.12.2009), кандидат ветеринарных наук 1968 г.
Сын — Котов Владимир Васильевич (01.04.1937-07.2017) Заслуженный деятель науки России, профессор, доктор химических наук.